# Телармоніум

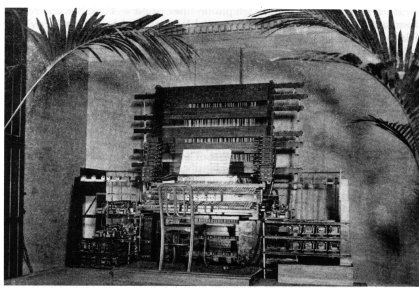
Телармоніум

Телармо́ніум (англ. Telharmonium) — перший у світі електромузичний інструмент. Його було запатентовано американським винахідником Таддеусом Кехіллом (Thaddeus Cahill) у 1897 році. Телармоніум являв собою набір з 145 спеціальних електрогенераторів, що виробляли змінний електричний струм різних частот, і складної системи перемикачів й індукторів, націлених на здійснення аддитивного синтезу звуку. Керування інструментом здійснювалося за допомогою динамічної клавіатури діапазоном у 7 октав. Амплітудний діапазон сягав від 40 до 4 000 Гц

## Історія та відгуки
Усього було сконструйовано три інструменти. Перший інструмент, сконструйований між 1898 і 1901 важив близько 7 тон, друга модель - в 1906  і  важила 200 тон, стільки ж важила і третя модель, сконструйована в 1910. Інструмент використовувався для публічного виконання та прослуховувань по телефону. Концерти у Нью-Йорку (деякі з них - у "Телармоніум-холі") мали успіх в 1906 році, серед їх відвідувачів - американський письменник Марк Твен.  Під час концертів виконавець сидів за пультом керування. Сам механізм був настільки великим, що займав цілу кімнату; дроти від пульта управління були непомітно подані через отвори в підлозі аудиторії в приладову кімнату внизу. У 1907 році цей інструмент слухав композитор Ферруччо Бузоні, який невдовзі опублікував «Нарис нової музичної естетики», у якому передбачив велике майбутнє електронної музики. 

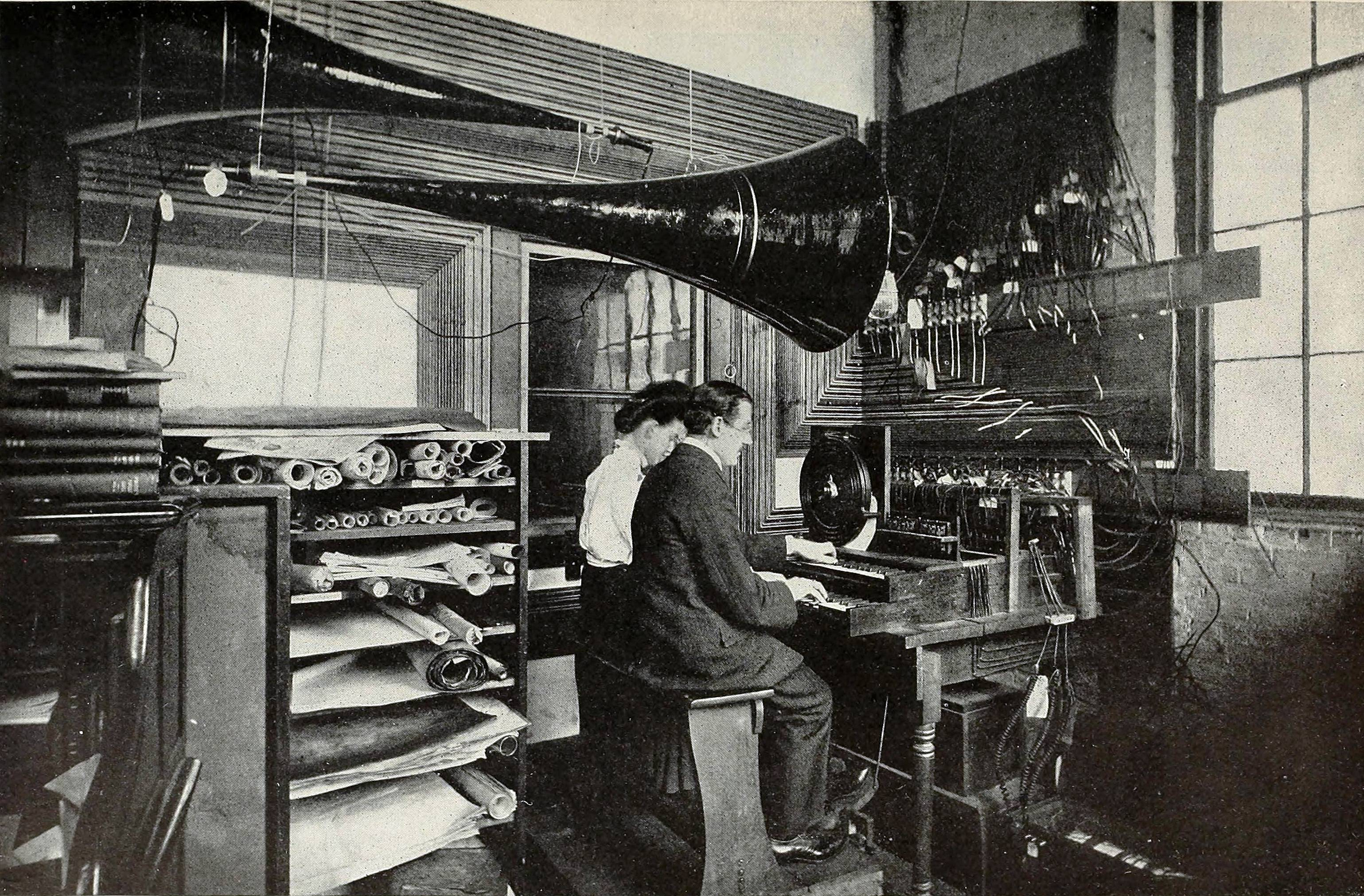
Цеховий пульт телармоніума під час його розробки в New England Electric Music Company, Голіок (Массачусетс), 1906.

Звук телармоніуму описували як "чистий і ясний" — маючи на увазі електронні синусоїдальні тони, які він був здатний створювати. Однак такими простими звуками справа не обмежувалася. Кожне тонове колесо інструменту відповідало певній ноті, але для розширення тембральних можливостей Кехілл впровадив кілька додаткових тонових коліс для додаванні гармонік. До того ж інструмент був оснащений перемикачами, кількома клавіатурами та педалями, загальна кількість яких сягала 153, що дозволяло змінювати звучання інструменту та імітувати звуки дерев'яних духових, таких як флейта, фагот, кларнет, а також віолончель. Під час роботи телармоніум споживав 671 кіловат електроенергії

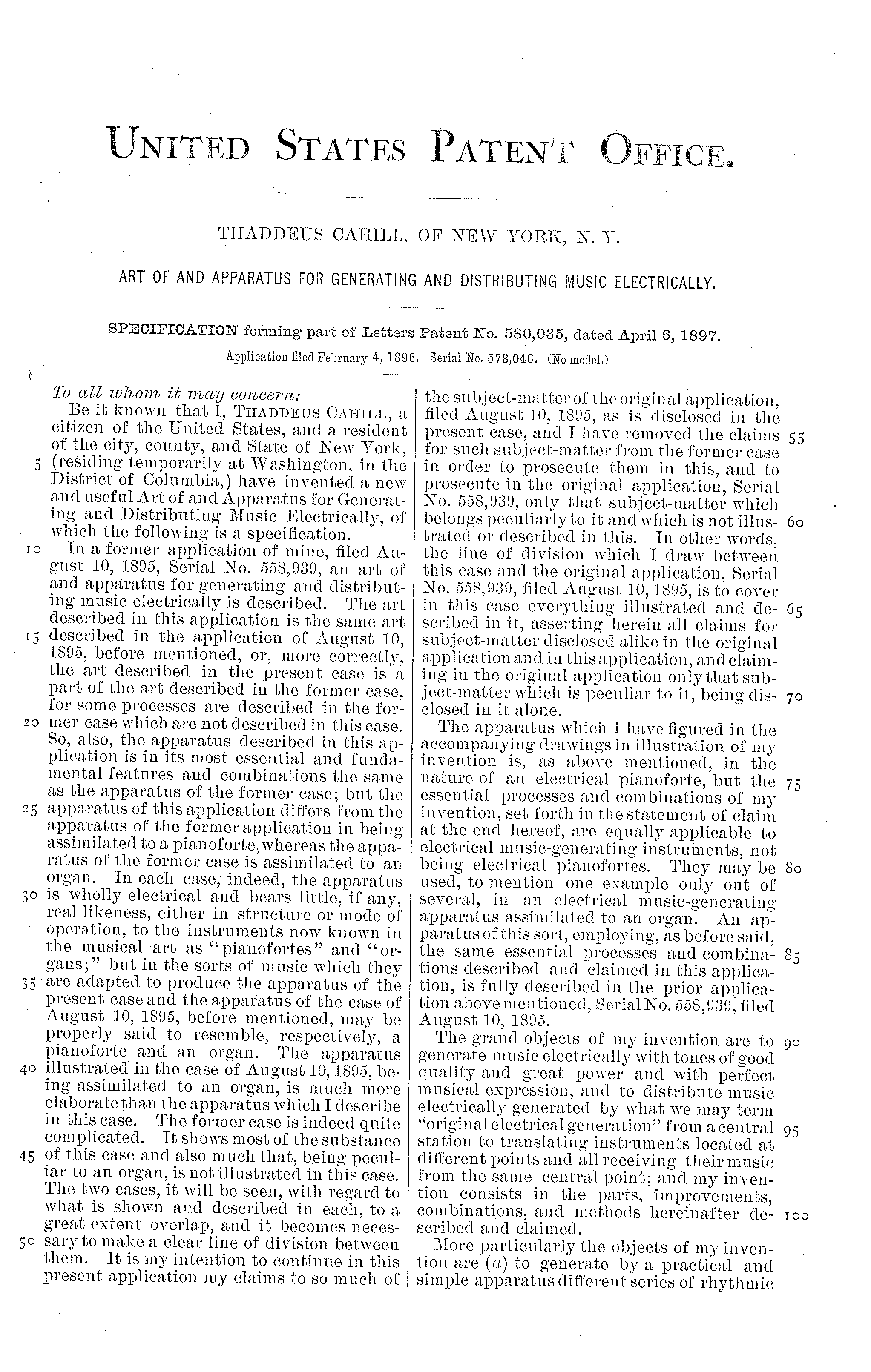
Patent 580035 was filed by Cahill for the Telharmonium in 1896

До 1912 року інтерес до цього інструменту почав згасати, і в 1914 році компанія Кехілла була оголосила про банкрутство. До припинення діяльністі компанії спричинили й інші причини - інструмент був величезний за розміром і вагою. Оскільки в цей час ще не було винайдено вакуумні лампи, потрібні були великі електричні динамо-машини, які споживали велику кількість енергії, щоб генерувати достатньо потужні звукові сигнали. Крім того, під час телефонної трансляції музики телефонна мережа зазнавала перехресних перешкод і електронна музика могла переривати звичні телефонні розмови користувачів.
Останнім відомим композитором, що встиг почути Телармоніум був Едгар Варез - він ознайомився з інструментом у 1916 році, вже після банкрутства компанії. Попри, імовірно, не найкращі умови зберігання інструменту, Е.Варез залишив схвальний відгук в одному з листів: "
| | ...ідеальний музичний інструмент, звуки якого продукуються електросхемами і регулюються кількістю коливань... для кожного звуку є пристрій, який генерує основний тон, інший — перший обертон, потім — другий, третій і так далі — потім ви можете «регулювати», як вам подобається; число і гучність обертонів — їх співвідношення, такі комбінації, мабуть, необмежені". |
| — Beirão, C. W., Beirão, J. M. M., & Archer, E. (orgs.). 2003. Vianna da Motta e Ferrucio Busoni: Correspondência—1898- 1921. Lisboa: Caminho da Música. p. 42 | |

Таддеус Кехілл помер у 1934 році; його молодший брат десятиліттями зберігав Mark I, але не зміг нікого ним зацікавити. Ця версія була продана на металобрухт в 1950 році і знищена.